# (1182) Ilona
(1182) Ilona es el asteroide número 1182 situado en el cinturón principal. Fue descubierto por el astrónomo Karl Wilhelm Reinmuth  desde el observatorio de Heidelberg, el 3 de marzo de 1927. Su designación alternativa es 1927 EA. Se desconoce la razón del nombre.